# Cantó d'Arsac e Arrasiguet
El cantó d'Arsac e Arrasiguet és un cantó del departament francès dels Pirineus Atlàntics, a la regió d'Aquitània. Està enquadrat al´districte de Pau i té 23 municipis.

## Municipis
- Arget
- Arsac e Arrasiguet
- Bolhon
- Cabidòs
- Cobluc
- Hishós e Rimajor
- Garòs
- Gèus d'Arsac
- La Reula
- Lonçon
- Lobinhèr
- Malaussana
- Maseròlas
- Lo Merac
- Mialòs
- Montagut
- Morlana
- Piets, Plasença e Mostron
- Poms
- Porciuvas e Bocoa
- Sevin
- Usand
- Vinhas.

## Història
| Data d'elecció                               | Nom             | Partit | Qualitat |
| -------------------------------------------- | --------------- | ------ | -------- |
| 1985                                         | Jean Casseignau |        |          |
| 1992                                         | Jean Casseignau |        |          |
| 1998                                         | Jean Casseignau |        |          |
| 2004                                         | Bernard Dupont  |        |          |
| Les dades anteriors a 1985 ne són conegudes. |                 |        |          |
|                                              |                 |        |          |